# Northfield (Minnesota)
Northfield es una ciudad ubicada en el condado de Rice en el estado estadounidense de Minnesota. En el Censo de 2010 tenía una población de 20007 habitantes y una densidad poblacional de 896,66 personas por km².

## Geografía
Northfield se encuentra ubicada en las coordenadas 44°27′20″N 93°10′13″O / 44.45556, -93.17028. Según la Oficina del Censo de los Estados Unidos, Northfield tiene una superficie total de 22.31 km², de la cual 22.18 km² corresponden a tierra firme y (0.62%) 0.14 km² es agua.

## Demografía
Según el censo de 2010, había 20007 personas residiendo en Northfield. La densidad de población era de 896,66 hab./km². De los 20007 habitantes, Northfield estaba compuesto por el 88.78% blancos, el 1.28% eran afroamericanos, el 0.24% eran amerindios, el 3.45% eran asiáticos, el 0.04% eran isleños del Pacífico, el 4.03% eran de otras razas y el 2.16% pertenecían a dos o más razas. Del total de la población el 8.42% eran hispanos o latinos de cualquier raza.